# کالج لوئیس و کلارک
کالج لوئیس و کلارک یک کالج خصوصی هنرهای لیبرال در پورتلند، اورگان است. این کالج در سال ۱۸۶۷ در آلبانی، اورگان شروع به فعالیت کرد این کالج در سال ۱۹۳۸ به پورتلند منتقل شد و در سال ۱۹۴۲ نام کالج لوئیس و کلارک را پس از سفر اکتشافی لوئیس و کلارک انتخاب کرد. این دانشگاه دارای سه دانشکده است: یک دانشکده هنر و علوم در مقطع کارشناسی، یک دانشکده حقوق، و یک دانشکده تحصیلات تکمیلی آموزش و مشاوره.
کالج لوئیس و کلارک یکی از اعضای گروه کالج‌های آناپولیس با برنامه‌های ورزشی است که در کنفرانس بخش سوم شمال غرب اتحادیه ملی ورزش دانشگاهی شرکت می‌کند. از پاییز ۲۰۲۱، بیش از ۲۰۰۰ دانشجو در دانشکده هنر و علوم در مقطع کارشناسی، از ۵۴ کشور و ۴۷ ایالت آمریکا شرکت می‌کنند. دانشکده حقوق بیشتر به دلیل رشته حقوق محیط زیست شناخته شده‌است.

## تاریخچه
مانند بسیاری از دانشگاه‌های مدرن، مؤسسه‌ای که در نهایت به لوئیس و کلارک تبدیل شد، در ابتدا برای ارائه آموزش متوسطه و همچنین آموزش عالی برای یک جامعه مذهبی خاص در نظر گرفته شده بود.
کالج لوئیس و کلارک توسط پرینستون ریویو، Travel+Leisure و همچنین یک وبلاگ معماری مستقل به عنوان یکی از ده «زیباترین پردیس» آمریکا معرفی شده‌است.